# Bomi
Bomi és un dels 15 comtats de Libèria. Tubmanburg és la capital del comtat. El 2008, el comtat tenia 84.119 habitants i està dividit en quatre districtes:
- Districte de Dewoin
- Districte de Klay
- Districte de Mecca
- Districte de Senjeh

Bomi té una superfície de 1.955 km² i una densitat de 43,98 hab/km².